# Адаптація (фільм)
«Адаптація» (англ. Adaptation.) — ексцентрична трагікомедія режисера Спайка Джонза, знята за сценарієм Чарлі Кауфмана. Фільм заснований на нехудожній книзі американської журналістки та письменниці Сьюзен Орлеан «Злодій орхідей» й автореференції сценариста. У фільмі знімалися: Ніколас Кейдж в ролях Чарлі і Дональда, Меріл Стріп в ролі Сьюзен та Кріс Купер в ролі Джона Лароша.
Робота над фільмом почалася ще в 1994 році. Продюсер Джонатан Деммі працював над проектом для Columbia Pictures, сценарій для якого повинен був написати Кауфман. Кауфман відчував творчу кризу і не зміг впоратися із завданням. Однак він написав сценарій про сам процес адаптації сценарію для «Злодія орхідей». Режисером нового проекту став Спайк Джонз. Зйомки закінчилися в червні 2001 року. Фільм отримав безліч позитивних відгуків, схвалення критиків, зібрав 39 нагород і 43 номінації на кінофестивалях.

## Сюжет
У 1992 році Джон Ларош і його дружина засновують у Флориді розплідник для рослин. Однак в автомобільній катастрофі гинуть мати і дядько Лароша, а дружина після приходу до тями подає на розлучення. Через місяць через буревій Ендрю виявляється зруйнованим розплідник і будинок. Лароша, завдяки його знанням з вирощування і пошуку орхідей, наймають місцеві індіанці семіноли, що використовують орхідеї для створення традиційних наркотиків в їх культурі.
Через два роки Лароша затримують в заповіднику Факахачі. Наступний судовий процес привертає увагу журналістки Нью-Йоркера Сьюзен Орлеан. Вона вражена тією пристрастю, з якою Ларош віддається орхідеям, й хоче написати про це книгу. У міру знайомства між нею та Ларошем зав'язується роман. Однак Сьюзен одружена, живе в Нью-Йорку і переїздити не збирається.
Тим часом книга надається на екранізацію в Columbia Pictures. Чарлі Кауфману, який здобув визнання після зйомок фільму «Бути Джоном Малковичем», доручають адаптувати її для кіно. Чарлі відчуває відразу до себе, страждає від агорафобії та впадає в меланхолійну депресію. До нього в Лос-Анджелес переїжджає брат-близнюк Дональд, що живе за його рахунок. Дональд вирішує стати сценаристом, як Чарлі, і відвідує семінари Роберта МакКі. У надії справити враження на продюсера Валері Томас Чарлі хоче правильно адаптувати книгу, створити щось нове. Однак він усвідомлює, що не може вловити суть розповіді й вважає екранізацію неможливою. Чарлі знаходиться в глухому куті і переживає складну творчу кризу.
Сценарій Дональда для повного кліше психологічного трилера Трое (The 3) продається за п'яти- або шестизначну суму. У цей час Чарлі випадково починає написання свого сценарію з автореференції. А коли наближається термін здачі сценарію в студію, Чарлі вирішує зустрітися для консультації зі Сьюзен Орлеан в Нью-Йорку. Він відвідує семінар Роберта Маккі, отримує деякі поради і привертає до створення структури оповідання Дональда. Брат навіть погоджується піти на зустріч з письменницею, видаючи себе за Чарлі. Дональд впевнений, що Сьюзен бреше, і переконує Чарлі їхати за нею до Флориди. Там Чарлі знаходить Сьюзен і Лароша, які займаються любов'ю й вживають наркотики з орхідей. Ларош бачить підглядаючого Чарлі, і Сьюзен вирішує вивезти його в заповідник, вбити і закопати.
Далі відбувається автомобільна гонитва, загибель Дональда в автокатастрофі, смерть Лароша від алігатора та арешт Сьюзен. У Чарлі проходить творча криза, і він знаходить в собі сили зізнатися колишній подрузі Амелії, що все ще закоханий в неї. Після цього Кауфман їде, точно знаючи, як він завершить сценарій.

## У ролях
| Актор            | Роль                            |
| ---------------- | ------------------------------- |
| Ніколас Кейдж    | Чарлі Кауфман / Дональд Кауфман |
| Меріл Стріп      | Сьюзен Орлеан                   |
| Кріс Купер       | Джон Ларош                      |
| Кара Сеймур      | Амелія Каван                    |
| Браян Кокс       | Роберт Маккі                    |
| Тільда Свінтон   | Валері Томас                    |
| Рон Лівінгстон   | Марті Боуен                     |
| Меггі Джилленгол | Керолайн Каннінгем              |
| Джуді Грір       | офіціантка Еліс                 |
| Боб Єркес        | Чарлз Дарвін                    |
| Джим Бівер       | рейнджер Тоні                   |
| Гарі Фармер      | Бастер Бакслі                   |
| Пітер Джейсон    | адвокат                         |
| Девід Рассел     | журналіст                       |

Для подвійній ролі братів Кауфманн спочатку планували взяти Тома Хенкса. Журнал Variety тоді ще був переконаний, що Дональд - реальна особистість. Однак пізніше було прийнято рішення взяти Ніколаса Кейджа, який отримав за неї 5 мільйонів доларів. Під час зйомок йому довелося носити штучні накладки, щоб виглядати товстим. Меріл Стріп була зацікавлена в ролі Сьюзен ще до проб і навіть погодилася на зниження зарплати заради схвалення бюджету фільму. Спочатку Лароша повинен був грати Джон Туртурро. Купер вважав цю роль дуже складною, але погодився взятися за неї після умовлянь дружини. На роль Роберта Маккі претендували Альберт Фінні, Теренс Стемп, Майкл Кейн і Крістофер Пламмер, але Маккі особисто запропонував, щоб його грав Браян Кокс.
Лайтфут та Джей Таваре отримали невеликі ролі семінолів. Джон К'юсак, Кетрін Кінер, Джон Малкович, Ленс Екорд і Спайк Джонз відсутні в титрах, вони зіграли камео самих себе в епізоді зйомок фільму «Бути Джоном Малковичем». Інші камео: Даг Джонс зіграв Августуса Мерджері в епізоді фантазій Сьюзен про мисливців за орхідеями, Джим Бівер - рейнджера Тоні, Кертіс Хенсон - чоловіка Сьюзен, Девід О. Расселл - журналіста Нью-Йоркера.

## Виробництво
Чарлі Кауфман про написання сценарію
Ідея екранізації роману Сьюзен Орлеан «Злодій орхідей» виникла в 1994 році. Студія 20th Century Fox придбала права на фільм в 1997 році, але зрештою продала їх Джонатану Деммі, який взявся за проект на студії Columbia Pictures. Сценарій повинен був написати Кауфман, проте він відчував творчу кризу і не міг впоратися з завданням. Замість екранізації Чарлі написав про сам процес адаптації сценарію для «Злодія орхідей». Він придумав фіктивного брата Дональда, якого навіть додав як автора сценарію і присвятив фільм його світлої пам'яті. До вересня 1999 року Кауфман написав два проекти сценарію, які перетворилися ще в один до листопада 2000.
Кауфман пояснив: «Ідея про те, як писати фільм, не приходила до мене, поки не стало зовсім пізно. Це була єдина ідея, яку я мав, вона мені подобалася і я знав, що вона не буде схвалена. Так що я просто написав її і ніколи не розмовляв з замовниками. Я сказав тільки Спайку Джонзу, коли ми знімали "Бути Джоном Малковичем", і він бачив, що я в розпачі. Якби він тоді сказав, що я зійшов з розуму - не знаю, що б я робив». Крім того, Кауфман заявив: «Я дійсно думав, що закінчу кар'єру, коли здам це!» Справи почали просуватися в квітні 2000 з трохи переписаним Кауфманом сценарієм. Відбулися витоки сценарію в Інтернет: перша - в червні 2000 через Скота брейк з IGN, друга - в жовтні того ж року через Drew «Moriarty» McWeeny с Ain't It Cool News. Фільм погодилася фінансувати Intermedia в обмін на право його міжнародної дистрибуції.Зйомки почалися в Лос-Анджелесі в березні 2001 і закінчилися в червні. Сцени «еволюції» були створені Digital Domain. Мікшируванням звуку займалася Skywalker Sound.

## Реакція та критика
Фільм передає творчі пошуки сценариста, його спроби вийти за межі жанру. Створення сюжету на основі, на перший погляд, глибокого твору, але по суті пустушки. Для посилення іронії закінчення фільму наповнене яскраво вираженими кліше і дія не несе особливого смислового навантаження, в той час як перша половина присвячена самим творчим пошукам, але не містить дії.
Дана неоднозначність викликала суперечливу реакцію критиків. Однак переважали все-таки позитивні відгуки, в яких в основному зазначалося новаторство в побудові сюжетної лінії.
Фільм з'явився в обмеженому прокаті в США 6 грудня 2002 року. У широкий прокат він вийшов 14 лютого 2003 року, зібравши в перші вихідні 1 130 480 доларів в 672 кінотеатрах. Касові збори склали 22,5 мільйона доларів в Північній Америці і 10,3 мільйона в інших країнах. Таким чином, загальна сума склала 32,8 мільйона доларів. За версією Rotten Tomatoes, ґрунтуючись на 193 рецензіях, фільм отримав рейтинг 91 %. За версією Metacritic, ґрунтуючись на 40 рецензіях, фільм отримав рейтинг 83 %.

## Нагороди та номінації
Фільм зібрав безліч нагород і номінацій на різних кінофестивалях. Серед них:
- 2002 — дві премії Національної ради кінокритиків США за найкращий сценарій (Чарлі Кауфман) і за найкращу чоловічу роль другого плану (Кріс Купер).
- 2003 — премія «Оскар» за найкращу чоловічу роль другого плану (Кріс Купер), а також три номінації: найкраща чоловіча роль (Ніколас Кейдж), найкраща жіноча роль другого плану (Меріл Стріп), найкращий адаптований сценарій (Чарлі і Дональд Кауфман).
- 2003 — премія  BAFTA  за найкращий адаптований сценарій (Чарлі і Дональд Кауфман), а також три номінації: найкраща чоловіча роль (Ніколас Кейдж), найкраща жіноча роль другого плану (Меріл Стріп), найкраща чоловіча роль другого плану (Кріс Купер).
- 2003 — Гран-прі журі Берлінського кінофестивалю (Спайк Джонз).
- 2003 — дві премії «Золотий глобус» за найкращу чоловічу роль другого плану (Кріс Купер) і найкращу жіночу роль другого плану (Меріл Стріп), а також 4 номінації: найкращий фільм - комедія або мюзикл , найкраща чоловіча роль в комедії або мюзиклі (Ніколас Кейдж), найкращий режисер (Спайк Джонз), найкращий сценарій (Чарлі і Дональд Кауфман).
- 2003 — три номінації на премію Гільдії кіноакторів США: найкраща чоловіча роль (Ніколас Кейдж), найкраща чоловіча роль другого плану (Кріс Купер), найкращий акторський ансамбль.
- 2003 — номінація на премію Гільдії сценаристів США за найкращий адаптований сценарій (Чарлі і Дональд Кауфман).

## Саундтрек
Над звуковим рядом «Адаптації.» Працювала та ж команда, що при створенні «Бути Джоном Малковичем». Музику до фільму написав Картер Беруелл. Запис відбувався на студії Right Track Recording в Нью-Йорку з 21 по 27 березня 2002 року.
За словами самого Беруелла, основною темою, яка його цікавила, була еволюція, питання створення життя, її розвитку, життя та смерті. Він також зазначив, що «не хотів, щоб музика розповідала "про що" фільм, так як ця невизначеність є його примітною частиною...»
Карі Вонг з Film Score Monthly зазначив: «Завжди здається, що музика Беруелла "не від світу цього", …Його стиль не може бути для всіх, але він завжди переносить слухача в альтернативний всесвіт.»
У 2002 році був випущений диск з саундтреком. До нього увійшло також 2 ремікси та пісня «Happy Together» у виконанні групи The Turtles, яка звучить в кінці фільму.

### Трекліст
| #   | Назва                                         | Тривалість |
| --- | --------------------------------------------- | ---------- |
| 1.  | «Adaptation (Fatboy Slim remix)»              | 4:50       |
| 2.  | «The evolution of the Screenwriter»           | 1:12       |
| 3.  | «The Writer and the Crazy White Man»          | 3:23       |
| 4.  | «An unashamed passion»                        | 3:15       |
| 5.  | «The evolution of evolution»                  | 2:08       |
| 6.  | «On judgement, human and otherwise»           | 1:43       |
| 7.  | «Whittle the world down»                      | 1:52       |
| 8.  | «On the similarity of Human and Orchid Forms» | 1:17       |
| 9.  | «The Screenwriter's Nightmare»                | 1:00       |
| 10. | «Approaching the object of desire»            | 3:31       |
| 11. | «Shinier than any ant»                        | 1:13       |
| 12. | «The slough pit of creation»                  | 3:30       |
| 13. | «Adaptation versus immutability»              | 2:33       |
| 14. | «Effects of sibling pressure»                 | 3:21       |
| 15. | «Evasion and escape»                          | 7:05       |
| 16. | «The unexpressed expressed»                   | 1:38       |
| 17. | «The screenwriters nightmare (Zeno remix)»    | 0:55       |
| 18. | «Happy Together»                              | 2:53       |